# کوه و تیغه (مجموعه بازی)
سواری و شمشیر (انگلیسی: Mount & Blade) عنوان یک مجموعه بازی ویدئویی به سبک نقش‌آفرینی اکشن است که توسط تیل‌ورلدز انترتیمنت توسعه یافته و در پلت‌فرم‌های مایکروسافت ویندوز، لینوکس، و مک‌اواس منتشر شده‌است. بازی اصلی این مجموعه یعنی کوه و تیغه در سال ۲۰۰۸ منتشر شد و دنباله آن در سال ۲۰۲۰ عرضه شده است